# Luigi Nogarola

Conte

Luigi Nogarola (Verona, 1669 – Verona, 23 settembre 1715) è stato un poeta e librettista italiano.

## Biografia
Luigi (Alvise) Nogarola nasce nel 1669 a Verona dal conte Bailardino Nogarola e da Anastasia Ferringhi. Sua sorella Adelaide sposò Ottaviano Spolverini, da cui ebbe come figlio il poeta Giambattista Spolverini (1695-1762). Nel 1694 divenne membro dell'Accademia Filarmonica di Verona. Formatosi presso il collegio dei Gesuiti conosciuto come il collegio dei Nobili di Parma. Nel 1695 sposò la marchesa Lucrezia Maffei, da cui acquisì il cognome divenendo Luigi Nogarola Maffei.
Nel 1692 diventò pastore arcade con il nome Gelso Apparateo, e successivamente, nel 1705 fu tra i fondatori della Colonia veronese nella quale ebbe modo di distinguersi per il suo talento poetico in molte occasioni.
Essendo stato miracolato dalla Madonna di Loreto nel 1700, fu tra i principali personaggi coinvolti nell'organizzazione dei festeggiamenti dell'Incoronazione della Madonna Lauretana avvenuta nella Chiesa di San Nicolò a Verona del 1709 come: elemosiniere nella Chiesa di San Lorenzo a Verona, mecenate, copista nonché poeta e librettista del libretto per l'oratorio Esther Coronata su musiche di Domenico Zanatta e altri componimenti poetici.
Sempre in onore alla Madonna Lauretana scrisse "Le litanie della Beatissima Vergine Maria espresse in sonetti" che gli procurò fama anche dopo la sua morte avvenuta il 23 settembre 1715.
- Viva gl'Anni del Mondo (oh Re de Regi)
- L'Adriaco Scettro, ecco MARIA te'l chiede
- L'Adriaco Scettro sì, ch'a noi fa fede
- Qua giù di Tua Giustizia, e de Tuoi fregi.
- Viva Verona mia, che i nodi egregi
- Boccia di Fedeltà dolce mercede,
- La Sorte sua passi in eterno Erede,
- Stillino in Lui del suo bel Nome i pregi.
- L'ADRIA de Tuoi Nemici alto terrore
- Viva sì sì; co' fasti suoi l'istoria
- De le future Età misuri l'Ore.
- S'ammiri ogn'opra sua carca di Gloria,
- A la pace dia Legge il suo Valore,
- Commandi a ogni Tenzon la sua Vittoria.

da "Le litanie della beatissima Vergine Maria espresse in sonetti"

### Membro delle Accademie
- Accademia del Collegio dei Nobili di Parma
- Accademia Filarmonica di Verona
- Accademia Nazionale di Scienze Lettere e Arti di Modena
- Accademia dell'Arcadia di Roma
- Colonia Veronese

## Opere

### Libri
- Le Litanie della Beatissima Vergine Maria espresse in sonetti, Verona 1705

### Libretti per musica
- Esther Coronata, Verona 1709 - musiche di Domenico Zanatta
- Il Sacrificio d'Abram musiche di Domenico Zanatta[5]